# Didier Brunner

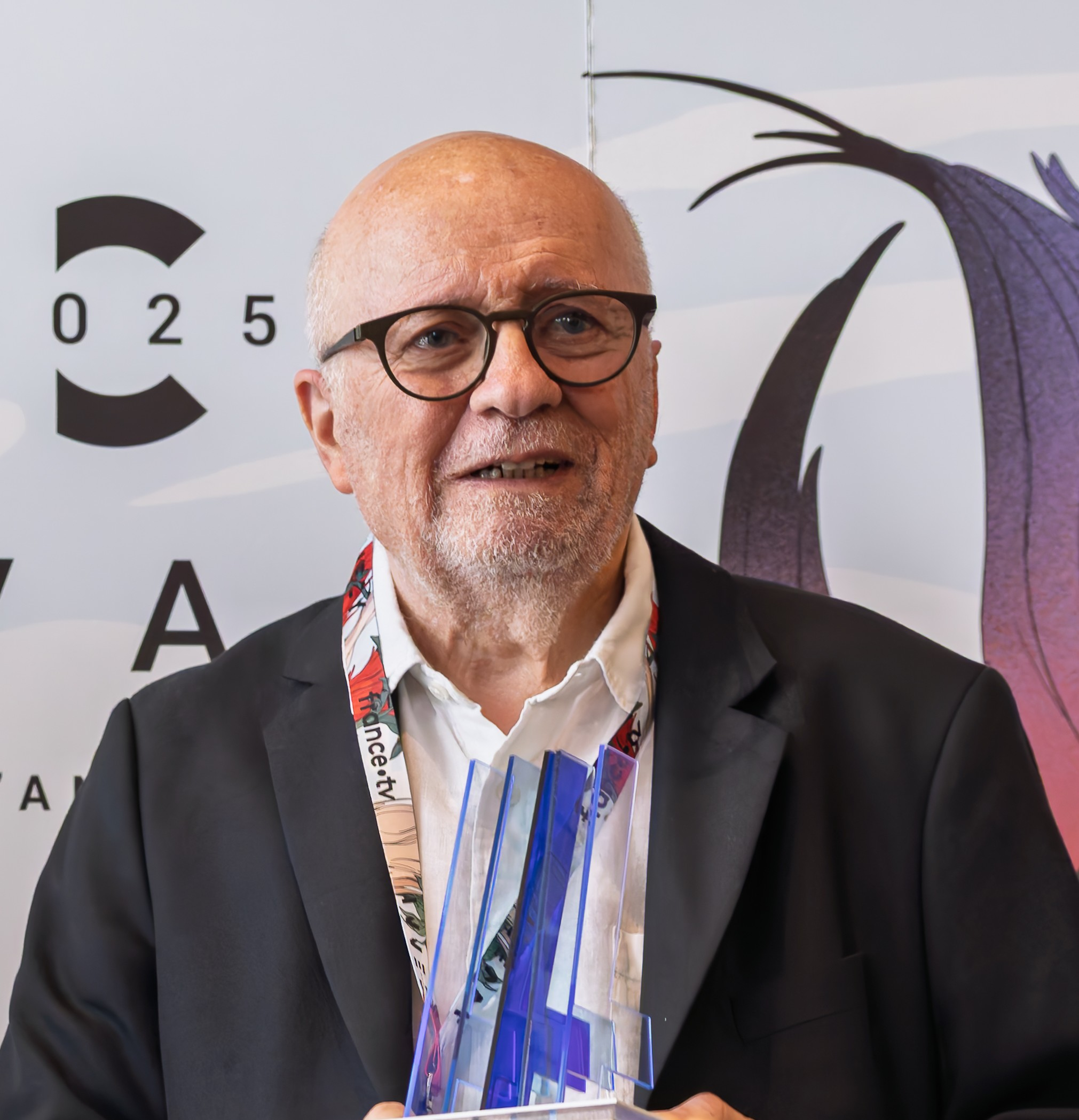
Didier Brunner (2025)

Didier Brunner (* 1948 in Neuilly-sur-Seine) ist ein französischer Filmproduzent.

## Leben
Didier Brunner studierte am Institute of Theater Studies der Freien Universität Berlin und gründete 1987 die Produktionsfirma Trans-Europe Films, die sich auf Animationsfilme spezialisierte. 1992 erschienen die beiden Werke Les Contes de la nuit und der Kurzfilm Elles. 1994 verließ er die Produktionsfirma und gründete Les Armateurs. Dort debütierte er 1997 mit dem Kurzfilm Die alte Dame und die Tauben, für den er zusammen mit seinem Koproduzenten Bernard Lajoie und der Regisseurin Sylvain Chomet den BAFTA und den Genie Award erhielt. Die Firma machte sich mit Filmen wie Kiriku und die Zauberin (1998) und Das große Rennen von Belleville (2004) auch außerhalb Frankreichs einen Namen. Zu seinen weiteren Produktionen zählen die beiden Fortsetzungen zu Kiriku und die Zauberin (2005 und 2009), Das Geheimnis von Kells (2009) und Ernest & Célestine (2012). Letzteres Werk wurde 2014 für den Oscar als „Bester Animationsfilm“ nominiert und erhielt den César als bester Animationsfilm.
Spezialisiert auf Animationsfilme war sein einziger Realfilm bislang Kill Me Please, eine belgisch-französische Komödie von Olias Barco.
2014 trat er als Präsident von Les Armateurs zurück und überließ den Posten Reginald de Guillebon, Chef der Firma Hildegarde, die Les Armateurs 2011 aufkaufte. Brunner bleibt der Produktionsgesellschaft als Berater erhalten, will sich aber ansonsten um die universitäre Förderung von jungen Animatoren bemühen.

## Filmografie (Auswahl)
- 1992: Les Contes de la nuit
- 1992: Elles
- 1997: Die alte Dame und die Tauben (La vieille dame et les pigeons) (Kurzfilm)
- 1998: Kiriku und die Zauberin (Kirikou et la sorcière)
- 2003: Das große Rennen von Belleville (Les triplettes de Belleville)
- 2005: Kiriku und die wilden Tiere (Kirikou et les bêtes sauvages)
- 2009: Das Geheimnis von Kells (The Secret of Kells)
- 2010: Kill Me Please
- 2012: Kiriku und die Männer und Frauen (Kirikou et les hommes et les femmes)
- 2012: Ernest & Célestine

## Auszeichnungen
- 1997: Genie Award als „Bester animierter Kurzfilm“ Film für  Die alte Dame und die Tauben
- 1997: BAFTA als „Bester animierter Kurzfilm“ für Die alte Dame und die Tauben
- 2004: BAFTA-Nominierung als „Bester nicht-englischsprachiger Film“ für Das große Rennen von Belleville
- 2013: César als „Bester Animationsfilm“ Ernest & Célestine/César-Nominierung als bester Animationsfilm für Kiriku und die Männer und Frauen
- 2014: Oscar-Nominierung als „Bester Animationsfilm“ für Ernest & Célestine